# Арктик-Ред-Ривер
А́рктик-Ред-Ри́вер (англ. Arctic Red  River, гвичин Tsiigehnjik) — река на северо-западе Канады в Северо-Западных территориях, левый приток реки Маккензи. Средний расход воды — 150 м³/с.

## География
Берет своё начало от ледников в северной части гор Маккензи в Северо-Западных территориях близ границы территории Юкон. Длина реки составляет около 450 км, а площадь бассейна равна 18 800 км². Первые 120 км течёт в северо-северо-западном направлении вдоль хребтов Бэкбоун и Каньон и спускается на 1300 метров, затем достигает предгорий и течёт вдоль хребтов Йеллоу (Yellow) и Личен (Lichen) плато Пил в глубоком каньоне. В конце пути течёт по долине Маккензи, пересекает Полярный круг и принимает два главных своих притока Грансвик (Granswick River) и Сайнвилл (Sainville River). Впадает в реку Маккензи в 25 км к югу от начала её дельты и приносит большое количество ила. Во время ледохода в мае уровень воды может подняться на 10 метров и льды из русла Маккензи выталкиваются на 70 км вверх по течению Арктик-Ред-Ривер.

## Растительный и животный мир
Большая часть горных территорий в верховьях реки вообще лишена растительности или покрыта чахлой тундровой растительностью — мхами, травами и изредка встречающимися карликовыми берёзами. Животный мир представлен тонкорогими баранами, горными карибу, медведями гризли За многие тысячелетия река прорезала себе глубокий каньон, который на 100—200 метров ниже окружающей местности. Чёрные сланцевые утёсы, окружающие реку большую часть пути, изредка сияют красным, пурпурным и жёлтым цветом. Высокие утёсы являются идеальным местом для гнездовий сокола-сапсана. Ниже 900 метров произрастают еловые леса, способные выдерживать ледяной арктический ветер. В долине реки в более благоприятных условия белые ели вырастают до 70 сантиметров в диаметре и доживают до 600 лет.
В нижней части реки в её долине обитают американские лоси, волки, куницы, ондатры, бобры, выдры, рыси, росомахи, рыжие лисы и лесные карибу. После впадения основных притоков река является местом нереста северной щуки, сига и налима.

## История
Первым европейцем на берегах реки был Александр Маккензи в 1789 году, но задолго до него кучины гвичья занимались охотой и рыболовством на этих берегах. Первые католические миссионеры появились на берегах реки в 1868 году, церковь была построена в устье реки в 1921 году. Торговцы из Компании Гудзонова залива и Северной Торговой компании основали конкурирующие фактории в конце 1890-х — начале 1900-х годов.
Название реки на языке гвичин — Tsiigehnjik — обозначает «железная река». Единственный населённый пункт на реке — маленький посёлок Цигетчик (Tsiigentchik) (старое название Арктик-Ред-Ривер) находится при впадении Арктик-Ред-Ривер в Маккензи. Название посёлка переводится как «устье железной реки», в 2001 году в нём проживало 175 человек.
В 1993 году река была включена в Список охраняемых рек Канады (Canadian Heritage Rivers)